# ورزشگاه عمومی چونگجو
ورزشگاه عمومی چونگجو (به لاتین: Chungju Public Stadium) یک ورزشکاه فوتبال در کره جنوبی است که در چونگجو واقع شده‌است.